# Зуунхангай
Зуунхангай (монг.: Зүүнхангай) — сомон аймаку Увс, Монголія. Площа 2,7 тис. км², населення 3,7 тис. Центр сомону селище Жаргалант лежить за 1100 км від Улан-Батора, за 270 км від міста Улаангом.

## Рельєф
Хребти Хан Хухий (2500 м), течуть річки Жаргалант, Іх та ін.

## Клімат
Клімат різко континентальний. Щорічні опади 150 мм, середня температура січня −24°С, середня температура липня +20°С.

## Природа
Водяться вовки, лисиці, дикі кішки, козулі, корсаки.

## Корисні копалини
Сомон багатий запасами будівельної сировини.

## Соціальна сфера
Є школа, лікарня, торговельно-культурні центри.